# Ex concordia felicitas
La locuzione latina ex concordia felicitas, tradotta letteralmente, significa "dalla concordia, la felicità".
Significa che è dalla concordia, vale a dire dalla pace, che derivano benessere e felicità. È il motto del Comune di Fano, nelle Marche. La scritta è sul cartiglio dipinto sull'antico stemma civico e testimonia le drammatiche vicende delle fazioni rivali facenti capo alle famiglie Del Cassero, di parte guelfa, e Da Carignano, di parte invece ghibellina.